# Чёрный отряд Флориана Гейера
Чёрный отряд (нем. Der Schwarze Haufen, буквально Чёрная куча) — вооружённое крестьянское формирование из выходцев Франконии, составлявшее ядро немецкой крестьянской армии в годы Крестьянской войны в Германии.
Лидером чёрного отряда был франконский рыцарь Флориан Гейер.

## Название
Большинство крестьянских отрядов назывались «Светлыми отрядами» (нем. Heller Haufen), однако отряд Гейера старался выразить свою уникальность и взял имя Чёрного отряда. Слово «Haufen» с немецкого переводилось как «куча» — так крестьяне называли свои воинские отряды.

## Структура
В состав отряда входили около 600 вооружённых крестьян и небольшой отряд рыцарей-наёмников. Лидером отряда был Флориан Гейер, который проводил обучение крестьян технике и тактике боя, стремясь превратить ополченцев в профессиональных воинов. Некоторые из рыцарей, возможно, были его вассалами.

## История
Отряд был образован в 1525 году в Ротенбурге, где и начал свои действия. После захвата окрестностей Ротенбурга Чёрный отряд направился в Швабию, где разграбил множество монастырей и замков, тем самым нанеся серьёзное поражение Швабскому союзу. Крестьяне жестоко расправлялись со всеми, кто оказывал им сопротивление: так, в Швабии крестьянский отряд, ведомый Яковом Рорбахом, учинил расправу над 50 рыцарями, вступившими в схватку. Гейер не принял такое насилие и увёл свои войска во Франконию, однако бойня, учинённая Рорбахом, стала поводом для ответных действий со стороны Швабского союза: трухзес (союзный старшина) Георг фон Вартбург начал преследовать всех крестьян из Чёрного отряда и беспощадно их истреблять. Позже был пойман сам Рорбах, которого сожгли заживо в 1525 году.
В мае 1525 года в битве при Ингольштадте почти все крестьянские отряды были разбиты Швабской лигой, боеспособным оставался только «Чёрный отряд». Крестьяне вынуждены были отступить к руинам замка Ингольштадта, который был ими сожжён дотла за несколько месяцев до битвы. Город оказался в кольце окружения и выдержал два штурма, однако с третьей попытки швабская армия при помощи артиллерии пробила брешь в стенах и ворвалась в город. Никто из защитников не выжил. Гейер в то время не был в городе, ожидая подкрепления из Ротенбурга, однако прибыл к стенам уже слишком поздно. Отряд фактически прекратил существование. Сам Гейер погиб в ночь с 9 на 10 июня того же года близ Римпара, попав в засаду, подстроенную его родственником Вильгельмом Грумбахом.

## Память
В 20-х годах XX века студентами из Союза молодёжи по мотивам написанного в 1885 году стихотворения генерала Хайнриха фон Редера «Я бедный Кунрад»  была написана песня «Wir sind des Geyers schwarzer Haufen» (с нем. — «Мы — Чёрный отряд Гейера»).